# Roxton (Bedfordshire)
Roxton est une paroisse civile et un village du Bedfordshire, en Angleterre.